# Cristália (Petrolina)
Cristália é um distrito do município brasileiro de Petrolina, na Mesorregião do São Francisco Pernambucano, no estado de Pernambuco. De acordo com o Instituto Brasileiro de Geografia e Estatística (IBGE), sua população no ano de 2010 era de 2 522 habitantes, sendo 1 328 homens e 1 194 mulheres. Foi criado pela Lei nº 19, em 31 de outubro de 1958.